# Cañada de Guadalupe
Cañada de Guadalupe är en ort i Mexiko.   Den ligger i kommunen Santa María Temaxcaltepec och delstaten Oaxaca, i den sydöstra delen av landet, 400 km sydost om huvudstaden Mexico City. Cañada de Guadalupe ligger 568 meter över havet och antalet invånare är 598.
Terrängen runt Cañada de Guadalupe är kuperad åt sydväst, men åt nordost är den bergig. Cañada de Guadalupe ligger nere i en dal. Runt Cañada de Guadalupe är det ganska tätbefolkat, med 78 invånare per kvadratkilometer. Närmaste större samhälle är Santos Reyes Nopala, 6,0 km söder om Cañada de Guadalupe. I omgivningarna runt Cañada de Guadalupe växer huvudsakligen savannskog.